# Weekly World News
Weekly World News était un magazine tabloïd américain humoristique hebdomadaire fondé en 1979 et disparu en 2007.
Énonçant des nouvelles imaginaires volontairement absurdes, ses articles étaient accompagnés de photos retouchées.
Parmi les sujets récurrents, il y avait notamment les extraterrestres, le garçon chauve-souris et BigFoot ou encore le vol Pan Am 914.
Citation :
- dans le film Men in Black (1997) ;
- également évoqué dans le roman De bons présages de Terry Pratchett et Neil Gaiman.

Les archives du tabloïd sont disponibles en ligne sur Google Livres,.